# Рамат Ган
Рамат Ган (хебр. רמת גן, арап. ‏رامات جان‎) је град у Израелу у округу Тел Авив. Према процени из 2022. у граду је живело 172.486 становника.

## Становништво
Према процени, у граду је 2022. живело 172.486 становника.
| 1983.   | 1995.   |
| ------- | ------- |
| 117.072 | 127.985 |

## Партнерски градови
- Лондонска општина Барнет
- Вајнхајм
- Вроцлав
- Мендоза
- Финикс
- Касел
- Пенза
- Сомбатхељ
- Шенјанг
- Ћингдао
- Рио де Жанеиро
- Мајн-Кинциг
- San Borja
- Стразбур
- Марсељ
- Фокшани